# Evasione fiscale

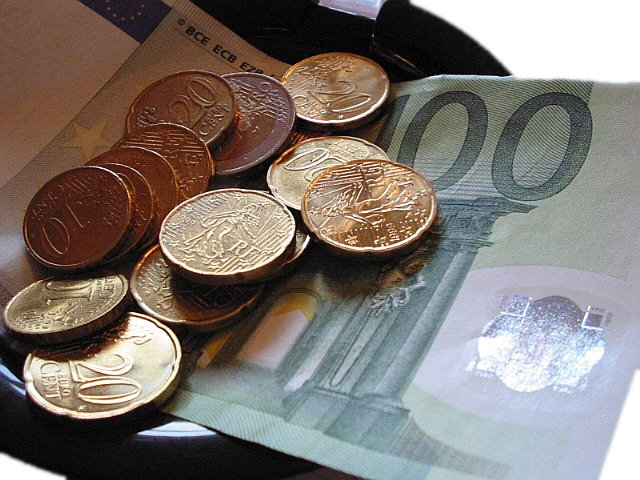
L'evasione fiscale è un comportamento contra legem che consiste nel sottrarsi all'obbligo di pagare i tributi

L'evasione fiscale, nell'ambito della scienza delle finanze, è un comportamento illegittimo con cui un cittadino o un'azienda mira a sottrarsi al prelievo tributario da parte di uno Stato. Questa violazione legislativa costituisce un fenomeno deleterio all'interno della politica fiscale attuata da un governo, che contribuisce a far perdere allo Stato una parte non trascurabile delle entrate. Da non confondere con l'elusione fiscale che persegue lo stesso fine, ma con strategie legali o non normate.

## Descrizione
Per fornire una misura quantitativa sull'entità del fenomeno dell'evasione fiscale, sia a livello individuale sia a livello collettivo, oltre a fornire direttamente il totale dei fondi evasi si può definire e calcolare l'indice o tasso di evasione definito come il rapporto tra fondi evasi e totale dei fondi dovuti allo Stato per tassazione. Altro indice macroeconomico è il rapporto tra fondi totali evasi e il PIL.
Esiste anche una variante molto più grave dell'evasione, la frode fiscale, che avviene con sofisticati meccanismi che creano un'apparenza di regolarità, al di sotto della quale si cela però l'evasione, rendendo così più difficoltosa l'opera di accertamento dell'amministrazione finanziaria. Tipico strumento di frode fiscale è l'inserimento in contabilità di fatture di acquisto false per ridurre l'imponibile fiscale. I redditi da evasione, frode fiscale rientrano nella cosiddetta economia sommersa.
L'evasione fiscale è punita con sanzioni pecuniarie e oltre una certa soglia di sottrazione di imponibile anche penalmente. La frode fiscale è invece punita molto più severamente della semplice evasione e sempre anche con sanzioni penali dato il suo livello di estrema pericolosità tale da poter compromettere gravemente l'efficienza dell'attività di accertamento tributario.
In Italia la "frode fiscale" direttamente collegata al reato di falso in bilancio è stata parzialmente depenalizzata tramite esclusioni, eccezioni e introduzione di franchige con una serie di provvedimenti del governo Berlusconi IV, ultimo dei quali il  D.Lgs. 27 gennaio 2010, n. 39..

### Tipologia
L'evasione fiscale è attuabile mediante alcuni comportamenti svolti in situazioni molto diverse. Ad esempio:
- effettuare operazioni di vendita/somministrazione o prestazione di servizi al cittadino/consumatore senza emissione di regolare fattura[2], ricevuta fiscale o scontrino fiscale (le cosiddette vendite "in nero");
- effettuare operazioni di vendita/somministrazione o prestazione di servizi al cittadino/consumatore con emissione di documento fiscale ma per un importo parziale[3] rispetto a quello effettivamente sostenuto (mentre nel caso precedente l'evasione è totale, non essendo emesso alcun documento);
- redigere false dichiarazioni dei redditi con conseguente mancata o infedele dichiarazione fiscale e successivo mancato versamento dell'imposta realmente dovuta;
- svolgere un'attività economica all'infuori di qualsiasi regolarizzazione: ad esempio, il "doppio lavoro in nero" da parte dei lavoratori dipendenti (pubblici o privati);
- pur nell'ambito di un rapporto di lavoro regolare, ricevere parte dello stipendio in forma non documentata (e quindi non gravante sull'imponibile) attraverso denaro contante (tipica forma di integrazione o ricompensa diffusa nella micro e piccola impresa);
- previo accordo tra datore di lavoro e lavoratore dipendente, alterare la natura delle voci che compongono il cedolino paga, ad esempio alimentando false trasferte (che sono non imponibili) al fine di liquidare voci tassate (ad esempio gli straordinari o i premi);
- colludere con il cliente azienda o lavoratore autonomo per ridurre o evitare totalmente l'esposizione in fattura del dovuto oppure alterare la natura delle voci;
- girare documenti fiscali, pur emessi ma non nominativi (scontrini o ricevute), a soggetti che non sarebbero i reali destinatari in modo che questi ultimi possano contabilizzare costi (in modo da ridurre fraudolentemente l'imponibile);
- non pagare imposte o tributi per il godimento di servizi o non eseguire adempimenti obbligatori; ad esempio, in Italia: l'evasione del canone Rai, la mancata apposizione di marca da bollo, il non pagamento del bollo auto oppure la non sottoscrizione di polizza RCA, ecc.

In ambito puramente professionale ovvero quando i rapporti cliente-fornitore sono tra imprese o tra imprese e lavoratori autonomi (rapporti B2B), le classifiche configurazioni di evasione fiscale sono:
- ricevimento di fatture per false prestazioni o false vendite da parte delle cosiddette "società cartiere", aperte al solo scopo di emettere carta ovvero generare fatture false. Ovviamente, queste società non presentano dichiarazioni di reddito né pagano l'IVA, sono intestate a prestanome e vengono chiuse appena se ne ha la convenienza o per evitare conseguenze penali. Il vantaggio è che chi riceve e registra in contabilità le false fatture, può abbassare l'imponibile;
- una variante della falsa fatturazione è quella in cui il fornitore non è una vera e propria società cartiera ma un'impresa reale che si presta a effettuare false cessioni o prestazioni; questa, però, per tipo di attività (settori nei quali i pagatori-come le persone fisiche o le piccole aziende-saldano in contante) o per comportamenti illeciti (sponsorizzazioni sovrastimate, false donazioni a società sportive o onlus, ecc.) ha parecchio contante: pertanto, può girare parte di questo contante al cliente (solitamente decurtato di una percentuale per coprire il rischio e avere un profitto) che, invece, non ne ha (ovviamente, precedentemente la fattura è stata regolarmente pagata). Questo procedimento ha la finalità di poter ricavare contante liquido quando, per settore di attività, non se ne avrebbe la possibilità; questa, in pratica, è una modalità per creare un fondo nero; medesimo meccanismo può avvenire tra imprese riconducibili ad uno stesso socio;
- sottostimare, a fine esercizio, le rimanenze di magazzino o i lavori in corso di lavorazione (dichiarandone meno oppure svalutandoli) in modo da ridurre il reddito imponibile[4];
- sovrastimare gli importi documentati in modo che il cliente possa dedurre un maggior importo di costi o possa documentare spese in realtà inesistenti o falsamente gonfiate (cioè la sovrafatturazione che è un'altra variante di falsa fatturazione);
- sovrastimare, a fine esercizio, le rimanenze di magazzino o i lavori in corso di lavorazione in modo da migliorare la propria posizione di bilancio nei confronti di potenziali creditori (ad esempio banche), acquisitori di quote o clienti[5]; a tale risultato si arriva anche con la sovrafatturazione (punto precedente).

Non è sempre pacifico, tra gli studiosi o per le sentenze, se l'esterovestizione è da considerarsi evasione tributaria o pratica elusiva o ambo, anche perché dipende da numerosi fattori (natura giuridica, dimensione e struttura di chi la attua) a cominciare dal diritto del sistema fiscale degli stati interessati.

### Complicità nell'evasione
L'evasione fiscale, anche se pubblicamente o ufficialmente condannata, è in realtà un fenomeno che spesso non è subito ma è accettato se non esplicitamente richiesto perché estremamente conveniente anche per il soggetto pagatore (impresa, consumatore o lavoratore a seconda dei casi). In altri casi è stato anche definita, da sociologi ed economisti, come una forma di ammortizzatore sociale, diffuso e normale nelle zone povere e depresse.
Riguardo al primo tipo di evasione elencato nella tipologia, ovvero la mancata emissione di fatture/ricevute/scontrini, occorre fare delle osservazioni. L'entità del fenomeno nel commercio, ovvero in tutti i casi in cui l'IVA è compresa nel prezzo di vendita o somministrazione e quindi il consumatore è "costretto" a ragionare in questi termini, è ridotta, praticamente assente nella GDO anche per motivi organizzativi interni (grandi aziende). Oltretutto in questo caso, il cittadino non ha alcuna convenienza a non farsi rilasciare lo scontrino, anzi ci rimette nel caso debba far valere la garanzia e dimostrare l'acquisto.
Invece, nel mondo dell'artigianato e dei liberi professionisti ove l'IVA è di fatto "non compresa" per prassi, l'entità dell'evasione è molto maggiore. Inoltre, in questi casi è anche il consumatore/utente che spesso non vuole il documento fiscale, dato che in questo modo non deve pagare l'IVA (a parte i casi in cui l'acquisto è professionale ma allora l'IVA la si scarica). Infatti, succede spesso che il fornitore pratichi uno sconto sul dovuto e, con il consenso del cliente, non emetta fattura/ricevuta (infatti, oltre a non dover versare l'IVA avrà anche un risparmio di imposte e contributi considerato che la prestazione in nero non impatta sull'imponibile del fornitore).
In alcuni casi (prestazioni mediche, ristrutturazioni edilizie, manutenzione degli impianti di riscaldamento, ecc.) l'entità di tale fenomeno è ridotta, rispetto agli altri settori, in quanto sono spese parzialmente deducibili o detraibili nella dichiarazione dei redditi oppure che devono essere dimostrate per obblighi di legge.
È anche vero che l'evasione fiscale gode di una certa collusione visto che il consumatore ha dei notevoli vantaggi economici a non pretendere la fattura. Infatti, in quelle nazioni ove storicamente vigono regole fiscali che permettono a tutti di risparmiare sulle imposte da pagare in ragione dei consumi e degli acquisti effettuati e documentati, l'evasione è fortemente ridotta: il cosiddetto contrasto di interessi. "Il pagamento in nero" è anche grandemente avvantaggiato dal fatto che in alcune nazioni, Italia in testa, c'è molta disponibilità di contante (non solo tra gli autonomi e le imprese ma anche tra i dipendenti perché molti di loro sono essi stessi pagati parzialmente in nero) nonché poca abitudine a usare la "plastica" per acquistare, specie i servizi.
Anche l'evasione partecipata tra datore di lavoro e lavoratore dipendente (o assimilabile) in forza presso le aziende private è una forma che gode di una certa popolarità per gli indubbi vantaggi per ambo i soggetti e, vista la disparità economica, per il lavoratore in particolare. Si noti che questo sistema di "arrotondamento" è molto diffuso nella micro-impresa, soprattutto in quelle dove gira molto denaro contante (negozi, bar, ristoranti, discoteche, studi professionali, botteghe artigianali, commercio ambulante, ecc.) e costituisce in pratica uno strumento "normale" di fidelizzazione e incentivazione del lavoratore. Maggiore è la dimensione e la complessità dell'impresa, più raro è il ricorso a tale forma di evasione sia per ragioni di carattere gestionale (diventa materialmente difficile scavalcare le procedure contabili interne oppure, banalmente, non esiste la figura del "titolare") sia per la scarsità o assenza di denaro liquido disponibile.
Per quanto riguarda le dichiarazioni dei redditi si può osservare che, a parte i lavoratori dipendenti che hanno le ritenute alla fonte e il reddito da lavoro documentato dal datore di lavoro (e, pertanto, non è possibile alterarlo significativamente), in teoria tutti i contribuenti possono effettuare operazioni di evasione, agendo sugli altri redditi, nonché sulla deducibilità e detraibilità.
In tema di "lavoro in nero" vi sono al riguardo due diverse posizioni: condanna e impopolarità per il doppio lavoro da parte dei dipendenti pubblici, solidarietà se non addirittura compiacimento per il doppio lavoro tra i dipendenti nel privato, visti come grandi lavoratori specie nelle zone ricche e produttive. In altri casi, vi sono delle attività (si pensi alle "ripetizioni" a casa da parte di insegnanti o laureati, le pulizie, i lavori di giardinaggio nonché i servizi di tate o badanti) che sono normalmente svolte in nero sia come doppio lavoro che come unica forma di reddito (per i disoccupati): questi sono tutti esempi di evasione fiscale (e contributiva) normalmente accettata.

### Tipologia di contribuenti
Le modalità di evasione possono variare in riferimento al tipo di contribuente.
La prima categoria comprende i “grandi contribuenti”, coloro che presentano un volume d’affari, ricavi e compensi superiori a euro 100.000.000. In questa categoria rientra la sottocategoria delle “imprese di più rilevante dimensione”, imprese che nell’anno di imposta considerato hanno un volume d’affari o ricavi non inferiore a 150.000.000 euro
La seconda include i “contribuenti di medie dimensioni”, soggetti con volume d’affari o ricavi o compensi compresi tra 5.164.568,99 euro e 100.000.000 euro.
Sono considerati “contribuenti di minori dimensioni” i soggetti con volume d’affari o ricavi o compensi per un importo non superiore a 5.164.568,99 euro
È necessario chiarire che non esiste una regola generale che disciplini la ripartizione delle modalità evasive tra grandi e piccoli contribuenti. Tuttavia, i contribuenti di dimensioni maggiori si servono di schemi evasivi fuori dalla portata di un piccolo commerciante per la loro complessità.
Per un’analisi concreta dei comportamenti evasivi abbiamo posto specificamente l’attenzione sull’IVA, la quale rappresenta, tra le altre, l’imposta più evasa alla luce dei dati riportati in media dalla NADEF per il triennio 2014-2016, con un divario tra gettito teorico e gettito effettivo (divario fiscale) di 36 miliardi di Euro su un divario complessivo pari a circa 109,7 miliardi di Euro
L’evasione dell’imposta sul valore aggiunto inoltre è manifestazione di evasione delle imposte legate al reddito ad essa correlate

## Elusione ed evasione fiscale
Non assimilabile all'evasione fiscale è invece il diverso fenomeno dell'elusione fiscale. L'evasione ed elusione fiscale sono due istituti che, nel diritto tributario, incontrano alcune differenze a livello nozionistico. A differenza dell'evasione, l'elusione non si presenta come illegale: essa infatti formalmente rispetta le leggi vigenti, ma le aggira nel loro aspetto sostanziale frustrando il motivo per il quale sono state approvate.
Spesso, però, i due termini vengono confusi, e questo accade perché nella prassi è difficile distinguere quale dei due venga integrato.

### Italia

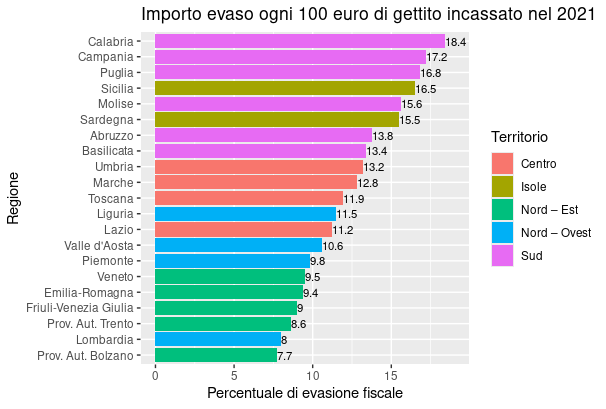
Fonte : [https://www.cgiamestre.com/wp-content/uploads/2024/06/Banche-dati-evasione-15.06.2024.pdf CGIA Mestre

Nel 2014, tramite la legge delega 11 marzo, n.23, "Delega al Governo recante disposizioni per un sistema fiscale più equo, trasparente e orientato alla crescita", viene affidato al legislatore italiano il compito di individuare i confini tra le due fattispecie. Tale incarico risulta di non semplice attuazione, tanto più a fronte della scelta di depenalizzazione delle condotte elusive.
Anche la dottrina si è dedicata alla questione del confine tra elusione ed evasione sviluppando, già a partire dagli inizi degli anni novanta, alcune teorie proprio sul tema. La prima teoria è quella elaborata da Ernst Blumenstein, considerato il padre del diritto tributario svizzero, secondo cui sussiste elusione quando «fin dal principio venga posto in essere un patto che non integri i presupposti per l’imposizione, ma la sua esatta valutazione venga impedita da un comportamento illegale del contribuente». La seconda teoria, invece, è quella elaborata da Albert Hensel, cultore del diritto finanziario tedesco, il quale affermò che con «l’elusione si impedisce il sorgere della pretesa tributaria, evitando la fattispecie legale».
Esistono delle differenze nozionistiche tra i due istituti di elusione ed evasione fiscale: in primis il fatto che l’elusione, per definizione, non è mai contra legem, dal momento che proprio nella legge trova il suo fondamento; contrariamente all’evasione che, invece, consiste in una condotta in violazione alla legge. In secondo luogo, l’elusione è attuata mediante artifici giuridici, effettuati apertamente, senza alcuna falsità o manipolazione della realtà, ma i cui risultati contrastano con i principi del sistema e con la ratio della norma tributaria. L’evasione, al contrario, si identifica in una violazione di precetti normativi posta in essere attraverso condotte occulte, celate o dissimulate, che contribuiscono a creare una realtà apparentemente differente da quella effettiva. In terzo luogo, come chiarito da alcune voci della dottrina, l’elusione consisterebbe in un «problema di informazione», nel senso che l'inottemperanza agli obblighi, ad esempio con artifici contabili o omissione di dichiarazioni obbligatorie, «pone gli organi amministrativi nell’impossibilità di valutare la base documentale imponibile»; al contrario, l’elusione, porrebbe un «problema di valutazione»: occorre infatti valutare se, considerando i mezzi usati dal contribuente, la condotta sia contraria ex lege all'ordinamento o meno.
Per riguarda, invece, l’aspetto sanzionatorio, quando una determinata operazione del contribuente viene qualificata come elusiva, consegue non solo il recupero delle imposte dovute e dei relativi interessi, ma anche la possibilità, per gli uffici dell’Agenzia delle Entrate, di irrogare delle sanzioni amministrative. Infatti, mentre in passato la giurisprudenza individuava il reato di dichiarazione infedele nelle condotte elusive, con l'entrata in vigore della nuova normativa, la L. 27 luglio 2000, n.212, "Disposizioni in materia di statuto dei diritti del contribuente", è stata esclusa la rilevanza penale di tali condotte. L’articolo 10 bis comma 13 dello Statuto dei diritti del contribuente prevede, infatti, che le operazioni abusive non costituiscano fatti punibili ai sensi delle leggi penali tributarie, restando ferma l'applicazione delle sanzioni amministrative. Nel caso in cui, invece, si ravvisi una condotta evasiva, segue non soltanto il recupero delle imposte e l’irrogazione di sanzioni amministrative (come nei casi di accertata elusione), ma anche l’esposizione a sanzioni di natura penale, al superamento delle soglie di punibilità previste dal D.Lgs. 10 marzo del 2000, n.74, "Nuova disciplina dei reati in materia di imposte sui redditi e sul valore aggiunto".
Nonostante si evincano alcune differenze tra i due istituti, si possono richiamare anche opinioni di alcuni altri esponenti della dottrina, i quali evidenziano, al contrario, come il confine tra elusione ed evasione non risulti affatto nitido, ma anzi piuttosto sfumato. Infatti, anche elusione significa aggirare l’obbligo di contribuzione alle spese pubbliche in virtù della propria capacità contributiva (di cui all’articolo 53 della Costituzione), discostandosi dalla fattispecie di evasione soltanto per la modalità di conseguimento del vantaggio indebito, mediata e non diretta: nel caso di elusione si cerca di evitare di creare imponibile, nell’evasione, invece, il risparmio d’imposta viene raggiunto, seppur con artifici e celato in maniera fraudolenta all’Erario.

#### Giurisprudenza italiana
Nonostante evasione ed elusione siano due istituti differenti, accade spesso che la linea di demarcazione tra di loro intercorrente, almeno nella prassi applicativa, si faccia piuttosto evanescente. Infatti, non sono mancate situazioni nelle quali i giudici, in qualunque grado di giudizio, si sono trovati di fronte a operazioni che avrebbero potuto integrare tanto condotte elusive, quanto evasive.
Procedendo in ordine cronologico, un primo esempio è rappresentato dalla sentenza di Cassazione del 31 luglio 2017, n. 38016. La vicenda vede la condanna di un imprenditore, avvenuta in primo grado e confermata in appello, alla pena della reclusione per il reato di dichiarazione infedele, previsto dall'articolo 4 del D.Lgs. 74/2000. L’imprenditore, infatti, in qualità di legale rappresentante di una S.r.l., attraverso una apparente operazione di cessione di quote societarie, aveva occultato un trasferimento di beni immobili, integrando così, secondo i giudici di merito, una condotta di evasione fiscale. Il giudice di legittimità, al contrario, rileva come la Corte di appello abbia sostanzialmente confuso il dolo di evasione con il fine elusivo, dal momento che l'esclusivo perseguimento di un risparmio fiscale (o anche semplicemente la presenza marginale di ragioni extrafiscali) avrebbe potuto, al più, qualificare l'operazione come elusiva, ma sarebbe stato sufficiente a dimostrare il dolo di evasione, soprattutto a fronte di un'operazione economica reale ed effettiva.
Ancora, la sentenza del 30 ottobre 2018, n. 27550 torna ad affrontare la tematica dei presupposti di elusione ed evasione fiscale. Nel caso di specie, la Suprema Corte, si trova di fronte ad un contratto con il quale la società sottoposta ad accertamento aveva affidato la propria testata giornalistica ad una cooperativa, affinché la gestisse e ne curasse la collocazione sul mercato. Secondo l'Agenzia delle Entrate il contratto di affidamento non perseguiva lo scopo prefissato dalle parti, ma quello di creare costi che la società avrebbe potuto ammortizzare immediatamente e senza condizioni, trasgredendo così al disposto dell'articolo 108, comma 4, TUIR (D.P.R 22 dicembre 1986, n.917) e alla disciplina relativa al recupero dell'IVA. Le parti si erano servite di uno strumento contrattuale formalmente lecito al fine di ottenere un risultato vietato dall'ordinamento giuridico. Quindi, i giudici di Cassazione, accogliendo l'impugnazione dell’Agenzia delle Entrate, sottolineano, proprio come conseguenza alla violazione dell'articolo 108, comma 4, TUIR, che non si sarebbe dovuto parlare di elusione, come avevano fatto i giudici dei gradi precedenti, ma piuttosto di evasione d'imposta. Infatti, riprendendo le differenze nozionistiche tra i due istituti, quando si agisce contra legem si è nell'ambito dell'evasione, diversamente dal caso in cui si faccia un uso distorto e improprio del precetto normativo, che integrerebbe invece un’ipotesi di abuso del diritto. Con questa sentenza viene affermato il principio secondo cui la diretta violazione di una norma tributaria, con conseguente mancato versamento delle imposte, integri un'operazione evasiva e mai elusiva, rimarcando così la distinzione messa in atto dalla riforma del 2015.
Un'altra sentenza che analizza il confine tra le due fattispecie di evasione ed elusione fiscale è quella della Corte di Cassazione del 12 marzo del 2020, n. 9881, vicenda che origina dalla pattuizione, tra un notaio e due società, di un corrispettivo fuori mercato, o comunque eccedente il valore normale per servizi di attività notarile erogati. In tale sentenza si precisa che, nei reati tributari, il dolo di elusione, inteso come consapevolezza di stare usando strumenti negoziali - previsti dagli articoli 37 e 37 bis del D.P.R. 29 settembre 1973, n. 600, "Disposizioni comuni in materia di accertamento delle imposte sui redditi" - per conseguire vantaggi fiscali indebiti, è da distinguersi dal dolo specifico di evasione. Il dolo di evasione, infatti, è caratterizzato dalla volontà esclusiva di sottrarsi al pagamento delle imposte e dalla totale consapevolezza di stare agendo in maniera illecita e, per questi motivi, esprime un disvalore ulteriore. Considerando l’aspetto giuridico, dunque, anche l’elusione viene intesa come un tipo di illecito, ma diversamente dall'evasione fiscale vede applicate sanzioni più lieve.
Anche se potrebbe sembrare strano, in Italia (a luglio 2022) non esiste neppure un obbligo di legge, per chi opera in contabilità semplificata, a usare un conto corrente dedicato agli affari e agganciarlo al terminale di pagamento.

### Stati Uniti:tax avoidanceetax evasion
Nella disciplina statunitense, invece, i due aspetti di elusione ed evasione fiscale si identificano negli istituti di tax avoidance, corrispondente al fenomeno elusivo, e di tax evasion, che invece rispecchia l'evasione fiscale italiana.
Negli USA i concetti di tax avoidance e tax evasion sono radicalmente differenti perché il primo è considerato legale e il secondo è un crimine. Sebbene siano due istituti diversi il loro obiettivo è analogo: eliminazione o minimizzazione delle tasse.
L'evasione fiscale è un atto illegale attraverso cui il contribuente cerca di dimostrare alle autorità che è tenuto a pagare un’imposta inferiore rispetto alla sua obbligazione concreta e attuale. Affinché si possa configurare tale reato è richiesto il dolo specifico come si evince dall'art. 26 US Code §7201 (vedi caso James v. United States).
L'elusione fiscale è un atto considerato legittimo, perché è generalmente accettato che un contribuente abbia il diritto di organizzare i suoi affari in modo tale da ridurre al minimo la sua obbligazione fiscale per l’imposta sul reddito, tuttavia si configura come un illecito dal punto di vista civile e amministrativo.
La differenza principale tra le due fattispecie risiede nell’intento fraudolento, ovvero nell'elemento psicologico, che è uno dei fattori principali considerati quando si cerca di determinare la differenza tra evasione ed elusione fiscale.

## Metodi di misurazione dell'evasione
L’evasione fiscale secondo gli studiosi può essere misurata mediante metodi diretti e metodi indiretti.
Tra i metodi diretti abbiamo:
- il controllo fiscale: consiste in verifiche e accertamenti contabili su un campione casuale di contribuenti basato sulle dichiarazioni fiscali, sui dati dell’evasione e sugli accertamenti degli anni precedenti[52];
- le interviste campionarie: si tratta di interviste su un campione casuale di contribuenti per cercare di accertare il loro comportamento, il loro giudizio sul sistema fiscale e la loro moralità tributaria[52];
- il metodo di Franz: confronta il reddito dei lavoratori autonomi con quello medio dei lavoratori dipendenti in imprese con caratteristiche simili e nello stesso settore economico, assumendo che gli introiti del lavoratore autonomo non possano mai scendere al di sotto della media dei redditi percepiti dai dipendenti[53];
- il metodo dei testimoni privilegiati: consiste in interviste a persone che, per posizione professionale ed esperienza, sono in possesso di informazioni sul fenomeno oggetto d'analisi[54];
- i dati amministrativi provenienti dai controlli fiscali e contributivi sulle imprese: possono essere usati i dati provenienti dall'attività di vigilanza sulle imprese effettuata dall’Agenzia delle Entrate, dalla Guardia di Finanza, dagli ispettori del lavoro e dell'INPS, ecc.[54];
- il modello di Feinstein considera due equazioni vettoriali: la prima riguarda la probabilità di commettere l’infrazione ed è riferita al potenziale evasore, mentre la seconda è riferita alle autorità di controllo e determina la probabilità di scoprire l’infrazione condizionata alla violazione commessa. Il numero delle infrazioni totali si ottiene sottraendo le false infrazioni da quelle scoperte e aggiungendo quelle non scoperte[55].

I metodi indiretti si dividono in modelli economico-statistici e modelli macroeconomici.
Tra i modelli economico-statistici ci sono:
- I modelli monetari, i più importanti sono tre[56]:
- a) l’approccio del rapporto fisso tra banconote e depositi di Guttman: confronta il rapporto osservato tra moneta liquida e domanda di depositi (assegni, carte di credito e strumenti assimilabili) con lo stesso rapporto ‘normale’, esente da economia sommersa, in corrispondenza di un anno base di riferimento. La stima dell’economia sommersa si ottiene moltiplicando la differenza tra i due rapporti per la velocità di circolazione della moneta nell’economia regolare[56];
- b) l’approccio econometrico di Tanzi: tiene conto di altri fattori in grado di influenzare la domanda di contante quali le carte di credito, i viaggi pro capite, l’urbanizzazione, le banche commerciali, il costo opportunità di detenere moneta e la composizione del reddito. Questi fattori, approssimati attraverso delle variabili, sviluppano il modello econometrico della domanda di circolante[56];
- c) l’approccio delle transazioni di Feige: si basa sulla teoria quantitativa della moneta MV = pT, per cui, se la velocità di circolazione della moneta V è costante e se la quantità di moneta M è nota, si può calcolare il reddito totale pT e sottraendo al reddito regolare questa stima, si ottiene il valore del sommerso[57];
- il modello dell’indicatore globale di Kaufmann e Kaliberda: usa il consumo dell’elettricità come singolo indicatore fisico di tutte le attività economiche, perciò il livello di attività sommersa viene calcolato partendo dalla conoscenza del valore dell'elettricità erogata e dal consumo delle attività regolari[54];
- i modelli compositi: spiegano l’economia sommersa come conseguenza dell’azione di molte variabili[56].

I modelli macro-economici sono:
- l’approccio dell’impulso lavoro: si stima l’offerta del fattore lavoro per attività economica e dimensione di impresa attraverso indagini per giungere ad una stima delle posizioni lavorative dell’offerta (famiglie) e della domanda (imprese) al fine di individuare le discrepanze tra i due tipi di dati[56];
- l’approccio della discrepanza reddito–spesa: si basa sul presupposto che il reddito percepito nell’economia sommersa sarà poi speso nell’economia regolare, perciò attraverso il calcolo della spesa effettiva degli individui sarà possibile cogliere l’ampiezza del sommerso. La differenza tra la misura della spesa nazionale e la misura del reddito dichiarato rappresenta così un indicatore delle dimensioni dell’economia sommersa[58];
- l’approccio della discrepanza tra dati statistici e dati fiscali: si osserva la stima della discrepanza tra le basi imponibili e/o i redditi che emergono dalla contabilità nazionale con quelle che emergono dalle dichiarazioni fiscali dei contribuenti e si basa sulla determinazione della base imponibile effettiva[51].

## Effetti dell'evasione
L'evasione fiscale, oltre a creare problemi etico-morali nei confronti dei contribuenti aggirando il principio di equità sociale di fronte al fisco, rappresenta un nodo centrale all'interno dell'analisi economica e della conseguente politica economica di ciascuno Stato in quanto crea un danno macroeconomico generalizzato allo Stato e alla collettività con effetti negativi anche gravi che si accumulano nel medio-lungo periodo, caratterizzandosi dunque come autentica piaga sociale nei paesi a più alto tasso di evasione.
Infatti il mancato recupero di fondi da parte dello Stato, da impiegare nella spesa pubblica oppure nel finanziamento della crescita economica, crea da una parte un potenziale contributo all'eventuale deficit pubblico e quindi alla creazione di debito pubblico, dall'altra mancati interventi di stimolo statale per la crescita economica stessa. Per recuperare il debito pubblico lo Stato, se impossibilitato, come spesso accade, a recuperare completamente i fondi da evasione, è costretto di conseguenza a ridurre la spesa pubblica con tagli sul finanziamento alla pubblica amministrazione e conseguente possibile diminuzione della qualità dei servizi pubblici offerti e/o all'aumento della tassazione e del prelievo fiscale sui contribuenti (es. aumento delle accise) con effetto di aumento della pressione fiscale o del cuneo fiscale. Alla lunga, oltre a possibili disservizi pubblici, la maggiore imposizione fiscale può determinare una diminuzione dei redditi dei consumatori, con calo dei consumi e quindi ulteriore flessione della crescita economica.
Non manca però chi sostiene che il danno economico, sia pure rilevante e innegabile nei confronti dello Stato e dell'amministrazione pubblica, sia in realtà meno pronunciato considerando l'intero sistema economico, in quanto consentirebbe comunque una maggiore circolazione di denaro, con influenze positive almeno sui consumi e quindi sulla crescita economica stessa. In realtà, anche lo Stato avrebbe questa capacità di alimentare il sistema economico, spendendo i soldi derivanti dalle entrate fiscali in miglioramenti di servizi e opere pubbliche offerte al cittadino, nonché nella promozione dell'innovazione attraverso il finanziamento della ricerca scientifico-tecnologica, oltre che operare una redistribuzione del reddito.
Altro importante effetto dell'inasprimento della tassazione, ovvero della pressione fiscale sui cittadini contribuenti per cercare di recuperare i fondi evasi, è quello di sfavorire l'attività dei soggetti imprenditoriali, oltre che limitare la normale attività di consumo dei consumatori: tutto ciò può creare un circolo vizioso, generando una situazione per alcuni insostenibile, che spinge sempre più contribuenti all'evasione e/o alla fuga di capitali e di settori produttivi-economici all'estero, laddove le condizioni economico-fiscali-lavorative siano migliori, incidendo dunque negativamente sulla crescita economica del paese d'origine, con possibili effetti di stagnazione o anche recessivi.
Il recupero di evasione sarebbe dunque potenzialmente in grado di affrontare e risolvere due distinti problemi, quello del debito pubblico e quello della crescita economica, in maniera tanto maggiore, rapida ed efficace quanto più esso si avvicina al totale dei fondi evasi. Secondo Ignazio Visco in Italia l'evasione fiscale spiegherebbe la crisi economica e la crisi del debito che ha colpito il paese durante la grande recessione.

### Risvolti economici ed etici dell'evasione fiscale
Ricapitolando, gli effetti dell'evasione fiscale non sono solo economici, ma sono considerati anche eticamente riprovevoli in quanto:
- si ha una riduzione delle entrate dello Stato e delle risorse per la collettività e di conseguenza:
  - si peggiora la qualità dei servizi pubblici e della pubblica amministrazione per diminuzione delle uscite ovvero lo Stato deve limitare le risorse sulla spesa pubblica quali Sanità, Istruzione, trasporti, strade e benessere, fatto quest'ultimo che tende a gravare maggiormente sui meno abbienti;
  - si aumenta il livello di tassazione e di pressione fiscale sui contribuenti per cercare di recuperare i fondi perduti;
  - diminuiscono i fondi disponibili per finanziare la crescita economica;
  - si vanifica parzialmente la redistribuzione del reddito pianificata dal legislatore;
  - si aumenta il deficit pubblico e il conseguente debito pubblico.

In aggiunta a questi effetti diretti si possono considerare alcuni fattori etici secondari:
- si creano situazioni di concorrenza sleale tra operatori economici che pagano le tasse e chi le evade con effetto domino su tutti i soggetti economici interessati.
- non tutti i cittadini possono evadere le tasse con la stessa facilità, tipicamente questo risulta più facile per i lavoratori autonomi, che per i lavoratori dipendenti;
- evasori parziali o totali, dimostrando redditi inferiori alla realtà, possono usufruire di servizi o facilitazioni (come bonus fiscali, assegni famigliari, sconti su tasse scolastiche, edilizia sovvenzionata) sottraendo tali risorse a chi invece spetterebbero di diritto e di necessità. L'evasione tende quindi a creare disparità sociale tra le varie classi sociali.

### Dibattito pubblico, politico e filosofico
L'opinione pubblica e le forze politiche in Italia sono piuttosto divise sull'atteggiamento morale nei confronti dell'evasione fiscale. Alcuni ritengono sia un male fisiologico, e persino necessario, o comunque giustificabile in qualche modo.
Il punto di vista di molti imprenditori di piccole e medie imprese (PMI) adotta infatti una tecnica di neutralizzazione che consiste nel giustificare la propria condotta evasiva imputandola a livelli troppo alti di imposizione fiscale, insostenibili per le proprie attività economico-commerciali; in caso contrario riferiscono ad esempio che la loro impresa sarebbe destinata al fallimento di fronte alla concorrenza di prezzo di prodotti provenienti da paesi esteri (es. estremo oriente), denunciando quindi indirettamente la sostanziale non competitività della propria impresa all'interno del mercato globalizzato.
Un esempio di tale atteggiamento "neutralizzante" si rinviene in una dichiarazione con cui Silvio Berlusconi affermò che «se c'è uno Stato che chiede un terzo di quanto guadagni allora la tassazione ti appare una cosa giusta. Ma se ti chiede il 50-60% di ciò che guadagni, come accade per le imprese, ti sembra una cosa indebita e ti senti anche un po' giustificato a mettere in atto procedure di elusione e a volte anche di evasione».
D'altra parte l'economista Milton Friedman ebbe a dire in una intervista del 1994, riferendosi all'Italia, che nei casi di grande inefficienza della gestione finanziaria dello Stato l'evasore fiscale è paragonabile al patriota, poiché sottrae risorse ad un settore pubblico altamente inefficiente mantenendole nel settore privato della produzione e dei consumi.
Di fronte a tale critica i fiscalisti tendono invece a sottolineare il principio di progressività dell'aliquota fiscale col reddito o profitto prodotto.
In alcuni casi specifici vi sono linee di pensiero che la ritengono persino eticamente necessaria (come nei casi di obiezione fiscale alle spese militari). Vi sono state anche voci a difesa di noti personaggi dello sport e spettacolo: ad esempio è stato dichiarato, riguardo al caso di evasione fiscale accertata per Valentino Rossi, che «è assurdo che uno dei più grandi talenti sportivi del nostro Paese venga trattato dal fisco come una pecora da tosare».
D'altro canto vi è chi si è spinto fino a paragonare l'evasione fiscale al furto. Ad esempio, Tommaso Padoa-Schioppa ebbe a dichiarare: «A chi dice che mettiamo le mani nelle tasche dei cittadini rispondo che sono gli evasori ad aver messo le mani nelle tasche dello Stato, di altri cittadini onesti. Violando così non solo il settimo comandamento, ma anche un principio base della convivenza civile»; persino Pier Ferdinando Casini affermò: «Non si combatte l'evasione agitando manette e cappi, ma guai ad un centrodestra che sollevasse le bandiere dell'evasore fiscale che è un ladro». Addirittura, il 9 gennaio 2012, Antonio Catricalà, sottosegretario alla Presidenza del Consiglio del Governo Monti, in riferimento alla crisi economica in atto, ha dichiarato che «chi evade in un momento come questo tradisce la Patria». Il 18 gennaio 2012, il Presidente del Consiglio Mario Monti, ha dichiarato che «chi oggi evade [...] offre ai propri figli, in definitiva, un pane avvelenato». Infine, il 23 gennaio 2012, il cardinale Angelo Bagnasco ha dichiarato che «evadere le tasse è peccato».
Per quanto riguarda i paragoni con il furto, sotto il profilo tecnico-giuridico è un dato acquisito che tale espressione può essere applicata solo al concetto di proprietà: vale a dire che può essere considerato "furto" solo l'appropriarsi, in modo illecito, di beni (materiali o morali) altrui. Inoltre, almeno sin dai tempi del filosofo John Locke (1632-1704) - uno dei padri del pensiero economico moderno - la proprietà deriva direttamente dalla produzione: ciascuno è il legittimo "proprietario" di ciò che crea e produce. Sotto questa ottica, le tasse non versate allo Stato non possono essere considerate un "furto", poiché si tratta di denaro il quale, in assenza del cosiddetto "ladro" (cioè l'evasore), non sarebbe mai stato prodotto. In altre parole, un soggetto che produce reddito, sottraendolo tutto o in parte all'Erario, è lui stesso - in ultima analisi - il generatore di quel reddito che, altrimenti, non sarebbe mai esistito e sul quale, di conseguenza, il fisco non avrebbe mai potuto vantare diritti. Non concorrere al bene comune dello Stato, cioè non pagare le tasse, è certamente un comportamento illecito che va sanzionato, ma non è né tecnicamente, né giuridicamente corretto definirlo "furto": non è l'evasore a sottrarre denaro dell'Erario, ma è lo Stato a prelevare denaro di proprietà dei cittadini che lo stesso Stato compongono, tassando il reddito. Se, quindi, definire l'evasore "ladro" può apparire come una forzatura giuridica, è invece più adeguata - e, se non altro, moralmente ed eticamente ineccepibile - la definizione usata nella campagna anti-evasione promossa dall'Agenzia delle entrate e dal Ministero dell'economia e delle finanze nel 2011; in questa campagna l'evasore fiscale viene bollato come "parassita dello Stato".
È inoltre opportuno sottolineare che, in assenza del soggetto in questione, lo Stato non sarebbe neppure gravato dagli oneri derivanti dall'uso da parte dell'evasore di beni e servizi pubblici, per cui quella percentuale della ricchezza da esso prodotta e corrispondente al costo dei servizi è da ritenersi comunque dovuta ab origine alla collettività e la sua non corresponsione è evidentemente assimilabile a un furto.
A quest'ultima osservazione si può anche aggiungere che l'evasione è da condannare senza mezzi termini, anche e soprattutto in un'ottica di economia liberale e di mercato, perché - come ha scritto il giornalista Nicola Porro -: «Chi ruba i soldi al fisco fa concorrenza sleale ai cittadini onesti. E soprattutto in momenti di crisi rischia di sopravvivere a danno dei galantuomini. La bottega o l'impresa che non paga il dovuto ha un vantaggio competitivo ingiusto nei confronti dei cittadini corretti. Vince chi truffa lo Stato con più abilità. E non chi lavora e produce meglio. L'evasione trucca la partita della libera concorrenza».
Esistono infine correnti di filosofia politica che si rifanno al libertarianesimo (o libertarismo o ancora anarco-capitalismo) americano (Murray Rothbard, Hans Herman Hoppe, Walter Block) e alla scuola austriaca di economia (Von Mises, Von Hayek) che invertono totalmente il punto di vista. Essendo il cittadino il legittimo proprietario della ricchezza prodotta, è lo Stato a configurarsi come "ladro" in quanto "espropria" il lavoratore di parte del suo reddito. La relazione tra il lavoratore e lo Stato infatti non è di tipo volontaria (contrattuale) e il lavoratore è obbligato a corrispondere allo Stato quanto esso richiede. Alcuni libertari arrivano a paragonare lo Stato alla Mafia in quanto entrambi offrono servizi non richiesti ed entrambi obbligano la controparte, con mezzi coercitivi, a pagarli. Secondo i libertari si dovrebbe procedere a una riduzione dello Stato e a una sostituzione nella fornitura di servizi da parte di privati sul libero mercato che stringano con i cittadini un rapporto di tipo contrattuale.

#### L'evasione del consumatore
Il dibattito sull'evasione è solitamente centrato sul ruolo del fornitore (il soggetto che viene pagato a fronte di cessione di beni o servizi). Ma, nel caso di transazioni B2C, il consumatore (cioè la persona fisica nella sua vita domestica/privata, prescindendo quindi dalla eventuale categoria professionale/sociale di appartenenza), gioca un ruolo essenziale. Il dibattito socio-economico relativo verte sulla circostanza per la quale il consumatore, consapevolmente, partecipa attivamente all'evasione. La principale motivazione di questo fenomeno è attribuita alla mancata possibilità di scaricare gran parte delle spese con la conseguenza, colludendo con il fornitore, di risparmiare denaro operando l'evasione consensuale. La totale non detraibilità dell'IVA (per chi opera fuori da attività professionale) è un altro forte incentivo all'accordo elusivo tra i due soggetti.
Come già osservato sopra, pure gli obblighi di pagamento in forma rintracciabile non hanno alcuna deterrenza allorché il consumatore disponga agevolmente o ricorra volutamente all'uso del contante (parzialmente o integralmente).
Il consumatore può essere uno studente, un pensionato, una casalinga, un lavoratore dipendente o parasubordinato, un lavoratore autonomo, un disoccupato: chiunque. Mentre è corretto affermare che i lavoratori dipendenti e assimilati non possono evadere (a parte le integrazioni dello stipendio percepite in nero, forma piuttosto diffusa nella micro/piccola impresa che opera al dettaglio e quindi può disporre di contante in cassa), questo vale unicamente per l'IRPEF (o equivalente), ma non vale per l'IVA che può essere evasa, in veste di consumatore, da tutti e quindi anche dai lavoratori dipendenti.

## Dati sull'evasione fiscale

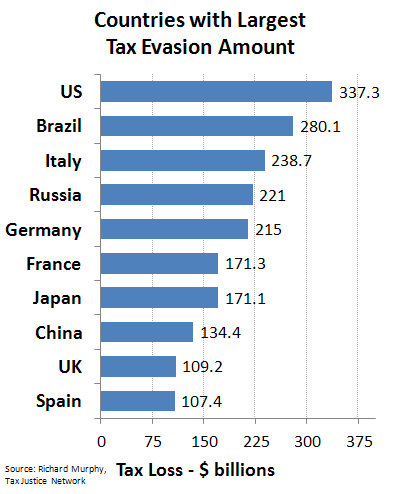
I dieci paesi con maggior evasione fiscale al mondo per l'anno 2011. Nel 2011 è stimata nel 5% dell'economia globale.

### Nel mondo
In totale l'evasione fiscale mondiale ammonta a una cifra tra i 21 000 e i 32 000 miliardi di dollari, pari al PIL di Stati Uniti, Giappone e Germania messi insieme.

### OCSE: Parametri per lo Scambio Automatico di Informazioni sui Conti Finanziari
A maggio 2013 circa 65 Paesi hanno sottoscritto il protocollo proposto da OCSE Parametri per lo Scambio Automatico di Informazioni sui Conti Finanziari, per imporre nuovi obblighi di informazione sui conti bancari, sui fondi comuni e su altre partecipazioni in mano a clientela internazionale. Nel settembre 2013, il G20 adotta lo standard OCSE come strumento per l'adempimento fiscale internazionale.
A maggio 2014, circa 100 Paesi hanno dichiarato in forma ufficiale l'intenzione di implementare lo scambio automatico di informazioni a cadenza annuale, di cui almeno 40 si sono impegnati ad avviare questo progetto entro il 2017. Fra i pochi Paesi non firmatari, abbiamo: Panama, Caraibi, Stati Uniti d'America.
Gli USA già adottavano dal 2010 un protocollo in parte simile al CRS: il Congresso ha approvato il Tax Compliance Act Foreign Account, o FATCA, per cui il Dipartimento di Giustizia degli Stati Uniti ha cominciato a perseguire le banche svizzere che consentono l'evasione fiscale. La FATCA obbliga alcune imprese finanziarie a far conoscere all'Internal Revenue Service eventuali conti esteri detenuti da cittadini statunitensi.
Le differenze principali fra CRS e FATCA, sono il fatto che il FATCA presume accordi bilaterali fra Paese e Paese, e il più ristretto perimetro di azione cioè che il FATCA non impone obblighi di informativa e controllo sui conti e depositi di cittadini stranieri negli Stati Uniti.

### In Europa
| Paese       | Evasione fiscale (miliardi di €) | Evasione fiscale per PIL (%) | Evasione fiscale proporzione al bilancio dell'assistenza sanitaria (%) |
| ----------- | -------------------------------- | ---------------------------- | ---------------------------------------------------------------------- |
| Italia      | 190,9                            | 23,28                        | 172,3                                                                  |
| Germania    | 125,1                            | 10,10                        | 44,0                                                                   |
| Francia     | 117,9                            | 11,09                        | 61,0                                                                   |
| Regno Unito | 87,5                             | 9,63                         | 43,1                                                                   |
| Spagna      | 60,0                             | 14,71                        | 85,4                                                                   |
| Polonia     | 34,6                             | 21,66                        | 181,0                                                                  |
| Belgio      | 30,4                             | 14,99                        | 93,5                                                                   |
| Paesi Bassi | 22,2                             | 8,29                         | 38,5                                                                   |
| Grecia      | 19,9                             | 26,11                        | 235,7                                                                  |
| Danimarca   | 17,5                             | 12,84                        | 74,2                                                                   |
| Svezia      | 16,9                             | 8,07                         | 40,9                                                                   |
| Romania     | 16,2                             | 29,51                        | 262,0                                                                  |
| Austria     | 12,9                             | 8,25                         | 48,7                                                                   |
| Portogallo  | 11,0                             | 16,09                        | 103,1                                                                  |
| Finlandia   | 10,7                             | 10,92                        | 69,8                                                                   |
| Ungheria    | 9,1                              | 18,78                        | 171,7                                                                  |
| Rep. Ceca   | 8,8                              | 14,15                        | 87,6                                                                   |
| Irlanda     | 6,9                              | 10,57                        | 49,7                                                                   |
| Slovacchia  | 5,4                              | 18,52                        | 125,0                                                                  |
| Bulgaria    | 3,8                              | 24,20                        | 197,6                                                                  |
| Croazia     | 3,5                              | 18,43                        | 139,9                                                                  |
| Lituania    | 3,1                              | 24,36                        | 187,4                                                                  |
| Slovenia    | 2,6                              | 16,28                        | 109,8                                                                  |
| Lettonia    | 1,7                              | 20,03                        | 214,6                                                                  |
| Cipro       | 1,6                              | 21,61                        | 302,9                                                                  |
| Lussemburgo | 1,6                              | 7,98                         | 60,7                                                                   |
| Estonia     | 1,4                              | 16,99                        | 135,4                                                                  |
| Malta       | 0,9                              | 25,42                        | -                                                                      |

#### Svizzera
Il Consiglio federale svizzero nella persona della consigliera nazionale Margret Kiener Nellen (PS/BE) ha presentato una mozione domandando di colmare le lacune di controllo e legislative note alle autorità fiscali; il rischio è che la Confederazione rimanga una piazza per il denaro sporco. La riforma, lanciata dall'allora consigliera federale Eveline Widmer-Schlumpf, avrebbe permesso ai Cantoni di obbligare le banche a fornire informazioni concernenti un cliente in caso di sottrazione d'imposta. Una stima dell'evasione fiscale in Svizzera è di 103,4 miliardi di franchi svizzeri, l'equivalente di un'imposta sul reddito di 20,7 miliardi (con aliquota del 20%). Per quel che concerne i valori patrimoniali detenuti da svizzeri presso banche locali, la legislazione non prevede un sistema di notifica, ma la riscossione di un'imposta preventiva. Il Parlamento ha ridotto il termine di decadimento per la sottrazione d'imposta da 15 a 10 anni (quello per la frode fiscale è a 15 anni). La prescrizione assoluta a 10 anni.

#### Germania, Francia, Danimarca, Belgio, Italia
Una rete di banche, operatori di borsa e avvocati di alto livello ha ottenuto miliardi dalle tesorerie europee attraverso sospette frodi e speculazioni con l'imposta sui dividendi. I cinque paesi più colpiti hanno perso insieme almeno 62,9 miliardi di dollari. La Germania è il paese più colpito, con circa 31 miliardi di euro ritirati dal tesoro tedesco. Le perdite stimate per altri paesi includono almeno 17 miliardi di euro per la Francia, 1,7 miliardi di euro in Danimarca, 4,5 miliardi di euro in Italia e 201 milioni di euro per il Belgio.

#### Grecia
Nell'ultimo trimestre del 2005 il 49% delle società ispezionate dall'Agenzia delle Entrate risulta aver commesso reati fiscali mentre a gennaio 2006 si è passati al 41,6%. Uno studio condotto da ricercatori dell'Università di Chicago ha concluso che l'evasione fiscale nel 2009 da parte dei soli liberi professionisti in Grecia (contabili, dentisti, avvocati, medici, tutor personali e consulenti finanziari indipendenti) ammontava a 28 miliardi di euro, pari al 31% il deficit di bilancio di quell'anno.

#### Scandinavia
Un articolo degli economisti Annette Alstadsæter, Niels Johannesen e Gabriel Zucman, che ha utilizzato i dati di HSBC Switzerland ("Swiss leaks") e Mossack Fonseca ("Panama Papers"), ha rilevato che "in media circa il 3% delle tasse personali viene evaso in Scandinavia, ma questa cifra sale a circa il 30% nello 0,01% in più della distribuzione della ricchezza... Tenendo conto dell'evasione fiscale, l'aumento della disuguaglianza visto nei dati fiscali dagli anni '70 si è verificato in modo marcato, evidenziando la necessità di andare oltre i dati fiscali per captare reddito e ricchezza al vertice, anche nei paesi in cui la compliance fiscale (ossia l'adempimento spontaneo degli obblighi tributari da parte del contribuente) è generalmente elevata. Si evince anche che dopo aver ridotto l'evasione fiscale, utilizzando i condoni fiscali, gli evasori fiscali legalmente non eludono di più le tasse. Questo risultato suggerisce che la lotta all'evasione fiscale può essere un modo efficace per riscuotere maggiori entrate fiscali dagli ultra-ricchi."

#### Regno Unito
L'HMRC, l'agenzia di riscossione delle imposte del Regno Unito, ha stimato che nell'anno fiscale 2016-17 la pura evasione fiscale (escluse cose come l'economia sommersa o l'attività criminale) è costata al governo 5,3 miliardi di sterline. Ciò rispetto a un più ampio divario fiscale (la differenza tra l'importo dell'imposta che dovrebbe, in teoria, essere riscosso dall'HMRC, rispetto a quanto effettivamente riscosso) di 33 miliardi di sterline nello stesso anno, un importo che rappresentava il 5,7% delle passività. Allo stesso tempo, l'elusione fiscale è stata stimata a 1,7 miliardi di sterline (questo non include gli accordi fiscali internazionali che non possono essere contestati ai sensi della legge del Regno Unito, comprese alcune forme di erosione della base imponibile e trasferimento degli utili (BEPS)).
Nel 2013, il governo di coalizione ha annunciato un giro di vite contro la criminalità economica. Ha creato un nuovo illecito penale per favoreggiamento dell'evasione fiscale e ha rimosso l'obbligo per le autorità investigative fiscali di dimostrare "l'intenzione di evadere le tasse" per perseguire i trasgressori.
Nel 2015, il cancelliere George Osborne ha promesso di raccogliere 5 miliardi di sterline "facendo la guerra" agli evasori fiscali annunciando nuovi poteri per l'HMRC per prendere di mira le persone con conti bancari offshore. Il numero di persone perseguite per evasione fiscale è raddoppiato nel 2014/15 rispetto all'anno precedente, arrivando a 1.258.

### Asia

#### India
La carenza del governo indiano nelle spese governative è in particolare attribuita all'evasione fiscale diffusa. Rispetto ad altri paesi in via di sviluppo, il fatto che l'imposta sul reddito dell'India costituisca il 5% del suo PIL è dovuto al fatto che quasi il 2-3% della popolazione è esposta all'imposta sul reddito. L'India incontra maggiori difficoltà nel proliferare la sua imposta sul reddito rispetto a un paese come la Cina, che assoggetta il 20% della sua popolazione, perché c'è una quantità enfaticamente bassa di salariati formali. Anche se l'imposta sul reddito dell'India è stata istituita nel 1922 dagli inglesi, la loro storia fiscale spiega il loro alto grado di delinquenza fiscale oggi. Con decorrenza dal 1º aprile 2017, l'Income-tax Act, 1961 ha introdotto le Regole generali antielusione. L'intento di portare le suddette regole è frenare le pratiche illecite dei contribuenti e dei professionisti fiscali che assistono i contribuenti nell'eludere l'imposta laddove l'impatto fiscale dell'accordo o delle transazioni è superiore a INR Three Crores in un particolare Financial Anno. GAAR intende coprire i casi in cui lo scopo principale dell'operazione è ottenere il beneficio fiscale. È pertinente notare che recentemente, a causa del progetto BEPS delle nazioni membri dell'OCSE e del G 20, c'è stato un enorme clamore da parte dei paesi del quadro inclusivo, in cui ogni paese stava cercando di proteggere la rispettiva base imponibile. Di conseguenza, sulla base dell'Action Plan Report 6 del Progetto BEPS, le nazioni membri dovevano adottare il test PPT come standard minimo. Il suddetto standard sancisce nuovamente che laddove "uno degli scopi principali della transazione è ottenere un vantaggio fiscale", il beneficio del trattato non sarà consentito. Pertanto, nel contesto indiano la maggior parte dei trattati stipulati dall'India include tale standard minimo, di conseguenza laddove uno degli scopi principali della transazione è ottenere benefici fiscali, il beneficio del trattato sarà negato. Ciò ha posto diverse difficoltà alle multinazionali che hanno indirizzato i loro investimenti attraverso Paesi insulari in India come Mauritius, che sebbene abbia un ottimo trattato di elusione fiscale con l'India, ma con PPT tutti i vantaggi potrebbero essere messi in discussione a causa della mancanza di requisiti di test Substance & PPT. Lo stesso è stato considerato di recente dall'Autorità per le sentenze anticipate, Nuova Delhi nella sentenza per Tiger Global International II Holdings.

#### Emirati Arabi Uniti
All'inizio di ottobre 2021, 11,9 milioni di documenti finanziari trapelati oltre a 2,9 TB di dati sono stati rilasciati a nome di Pandora Papers dall'International Consortium of Investigative Journalists (ICIJ), esponendo i conti offshore segreti di circa 35 leader mondiali nei paradisi fiscali a eludere le tasse. Uno dei tanti leader ad essere smascherato è stato il sovrano di Dubai e primo ministro degli Emirati Arabi Uniti, lo sceicco Mohammed bin Rashid Al Maktoum. Lo sceicco Mohammed è stato identificato come azionista di tre società registrate nei paradisi fiscali delle Bahamas e delle Isole Vergini britanniche attraverso una società degli Emirati, parzialmente di proprietà di un conglomerato di investimenti, Dubai Holding e Axiom Limited, le cui quote principali erano di proprietà del sovrano.
Secondo i documenti trapelati, il sovrano di Dubai possedeva un numero enorme di immobili esclusivi e lussuosi in tutta Europa tramite le citate entità offshore registrate nei paradisi fiscali.
Inoltre, i Pandora Papers citano anche che l'ex amministratore delegato del FMI e ministro delle finanze francese, Dominique Strauss-Kahn, è stato autorizzato a creare una società di consulenza negli Emirati Arabi Uniti nel 2018 dopo la scadenza delle esenzioni fiscali della sua società marocchina, che ha utilizzato per ricevere milioni di dollari di spese di consulenza esentasse.

## In Italia
In Italia ci sono due principali fonti di dati statistici sull'evasione fiscale. La prima sono studi basati su questionari e interviste a campioni di cittadini, come quelli condotti dall'EURES. Questi studi ci dicono, per esempio, che per alcune categorie il tasso di evasione arriva intorno all'80%. Tuttavia, tali dati sono soggetti alle limitazioni di questo tipo di studi, come la rappresentatività statistica dei campioni e la possibilità che gli intervistati non diano risposte affidabili.
La seconda fonte di dati sono stime condotte dall'Istat, e dall'Ufficio Studi dell'Agenzia delle entrate, integrando dati amministrativi sulle dichiarazioni IRAP con dati statistici sulla contabilità nazionale. Tali studi ci dicono che l'evasione raggiunge circa il 18% del PIL, e permettono anche un'analisi su base regionale e di categorie. Queste stime sono basate su misure indirette dell'evasione, soggette ad ampie fluttuazioni statistiche e con una bassa risoluzione temporale e geografica. Complessivamente l'evasione fiscale in Italia nel 2012 è stimata, secondo alcuni studi, in circa 120 miliardi di euro l'anno (media di 2000 euro a persona) il cui recupero totale garantirebbe ad esempio un recupero o azzeramento dell'intero debito pubblico, che nel 2012 ammonta a circa 1900 miliardi di euro, in soli 16 anni.
In particolare nel 1981 l'evasione fiscale in Italia ammontava a circa 28 000 miliardi di lire, equivalente al 7-8% del PIL. Trent'anni dopo questa quota è salita appunto fra il 16,3% e il 17,5% del PIL, per un totale che oscilla, secondo altri studi, tra i 255 e i 275 miliardi di imponibile sottratto all'erario con forti ripercussioni sul deficit pubblico e sul conseguente debito pubblico. Secondo alcuni studi tali valori collocano l'Italia al 1º posto in Europa per evasione e al terzo posto tra i paesi dell'area OCSE.
Da un punto di vista geografico, nel Nord Italia, dove si realizza la quota più rilevante di affari e del reddito, si evade di più in valore monetario assoluto, mentre il Sud ha il primato per numero di evasori.

### Anni 2010-2015
Il divario fiscale, la differenza tra imposte e contributi teorici e quelli effettivamente versati, ammonta a 109,5 miliardi (anno di riferimento 2015), di cui 11,6 per le sole entrate contributive. L’IVA è l’imposta più evasa, con 35,5 miliardi di Euro. L’evasione IVA produce conseguente evasione di altri tributi come IRAP, IRES e IRPEF da lavoro autonomo e impresa producono evasione per altri 48,8 miliardi di Euro all’anno. La propensione a evadere è del 23,5%, ma se si escludono i lavoratori dipendenti il risultato cambia molto: ogni 100 Euro di tasse e contributi teorici ne vengono evasi 35. Dato ancor più elevato, alla sola IRPEF da lavoro autonomo e impresa: ogni 100 Euro dovuti ne mancano 67,6. Il divario fiscale per gli anni 2010-2015, calcolati nella "Relazione sull’economia non osservata e sull’evasione fiscale e contributiva" del Comitato ministeriale di Enrico Giovannini, mostrano una stabilità del divario fiscale: la media nell’ultimo triennio osservato si ferma a 109 miliardi, in linea con il 2015 e solo in leggera flessione rispetto al picco di 110,7 miliardi del 2014.
Gli studiosi classificano due tipi di divario fiscale, uno che deriva da omessa dichiarazione, l’altro che deriva da omessi versamenti. Il primo caso è la volontà, l’intenzione di evadere. Nel secondo non si hanno i mezzi per pagare o si commettono errori. In entrambi i casi si tratta di comunque di evasione.
Nel periodo 2010-2015 il gettito mancante riferito a IRPEF da lavoro autonomo e impresa, IRES, IRAP, IVA, locazioni e canone Rai è stato pari in media a 87,3 miliardi di Euro all’anno. 12,8 miliardi sono imputabili a omessi versamenti ed errori, mentre le omesse dichiarazioni determinano una lacuna di gettito di 74,6 miliardi di Euro. I 13 miliardi di Euro di omessi versamenti sono un valore vicino a quello del recupero di evasione, sottratte le imposte straordinarie come il rientro dei capitali o la regolarizzazione delle cartelle. I 74,6 miliardi di Euro delle omesse dichiarazioni sono stabili negli anni.

### Divario fiscale 2015-2016
Il divario fiscale vede in cima alla lista dei paesi Unione europea l'Italia con 190,9 miliardi di Euro secondo lo studio del gruppo del Partito del Socialismo Europeo di Richard Murphy, professore in economia politica internazionale alla City University (Londra). L’indagine, elaborata su dati riferiti al 2015, prova a quantificare la perdita generata dal non pagamento delle imposte nei paesi membri della UE. Il divario fiscale può essere inteso sia come una politica di dislivello fiscale, ovvero la scelta governativa di esentare alcuni settori o categorie di contribuenti, penalizzando le entrate complessive, sia come divario di adempimento fiscale, ovvero lo scarto fra il gettito che dovrebbe essere raccolto al pieno di efficienza di un sistema fiscale e il gettito davvero contabilizzato da uno Stato. L’indagine si focalizza solo sul secondo caso rappresentando l’evasione fiscale vera. Il calcolo presenta tre indicatori:
- L’evasione media dell’IVA nei paesi UE secondo Eurostat
- L'economia sommersa secondo il Fondo Monetario Internazionale
- Uno studio accademico a cura dell’economista Konrad Raczkowski sull’evasione nei paesi UE

Nei vari paesi europei, lo scarto medio di tasse evase oscilla dal minimo del 7,98% in Lussemburgo al massimo del 29,5% in Romania. L’Italia si colloca fra i paesi più inclini all’evasione sia in valori percentuali, con un divario fiscale del 23,28%, e soprattutto in valori assoluti con circa 190 miliardi di Euro, 65 miliardi in più rispetto ai 125 della Germania e circa 73 miliardi in più rispetto ai 117,9 miliardi della Francia; solo nel 2016 con un totale di 35,9 miliardi di Iva non incassata l'Italia è al primo posto in UE.

### Reato penalmente perseguibile
La norma di riferimento è il Dlgs 74 del 2000, modificato dal Dl 138 del 2011. Le condotte che configurano un reato e le relative sanzioni, sono:
- dichiarazione fraudolenta: imposta minima evasa pari a 30.000 euro, i redditi non dichiarati superano il 5% del totale o comunque 1 milione di euro, reclusione da 1 anno e 6 mesi a 6 anni;
- dichiarazione infedele: l'imposta evasa è superiore a cinquantamila euro, i redditi non dichiarati superano il 10% del totale o comunque i due milioni di euro, reclusione da 1 a 3 anni;
- dichiarazione omessa: l'imposta evasa è superiore a trentamila euro, reclusione da 1 a 3 anni;
- emissione di fatture false: a prescindere dall'uso o meno dei documenti falsi da parte del soggetto ricevente e dall'importo, reclusione da 1 anno e 6 mesi a 6 anni;
- occultamento o distruzione di documenti contabili: reclusione da 6 mesi a 5 anni.

Per tutti questi reati non si applica la sospensione condizionale della pena se l'imposta evasa supera:
- il 30% del volume d'affari;
- i 3 milioni di euro.

#### Segnalazioni dei cittadini
In Italia un'altra fonte di dati sull'evasione sono le segnalazioni dirette dei cittadini. Quelle fatte al servizio 117 della Guardia di Finanza sono statisticamente rare e poco rappresentative poiché il cittadino deve dichiarare le proprie generalità per l'inchiesta fiscale. Inoltre tali dati non vengono resi pubblici a livello statistico.
Sempre in Italia a partire dal maggio 2008 è attivo un nuovo meccanismo per la raccolta di dati sulla base di segnalazioni anonime. Il sito sociale www.evasori.info permette infatti a chiunque di effettuare tali segnalazioni senza però identificare né il segnalatore né l'evasore, ma raccogliendo dati su zone geografiche (alla risoluzione di quartieri nelle grandi città) e categorie, usando la stessa classificazione di attività economiche usata dall'Agenzia delle entrate. I dati vengono visualizzati su mappe ibridate e un motore di ricerca permette di accedere ai dati per categorie, province, cifre, e date. Anche in questo caso però, le segnalazioni non hanno garanzie assolute di attendibilità, ma solo per via statistica, in quanto in teoria possono esserci casi di segnalazioni inventate o imprecise.

### Il caso delle macchinette mangiasoldi
Un'indagine della Guardia di Finanza ha ipotizzato l'esistenza di 98 miliardi di Euro di canoni non riscossi dai Monopoli di Stato, relativo al mancato collegamento alla rete Internet dei Monopoli di Stato e alla manomissione dei sistemi di controllo di vincite e incassi nelle slot machine e videogiochi. Tuttavia, il procedimento di fronte alla Corte dei Conti si è concluso con una sentenza di condanna al pagamento di soli 2,5 miliardi di Euro anziché della cifra originariamente ipotizzata. In concomitanza, il comandante del Gruppo Anticrimine Tecnologico della Guardia di Finanza Umberto Rapetto fu rimosso dall'incarico e rassegnò le dimissioni. Dalla Finanziaria del 2010, è obbligatorio che le concessionarie del gioco abbiano sede legale in un Paese europeo, e che debbano essere pubblici i dati dei soci che detengono partecipazioni in tali società

## Possibili contromisure
Il problema dell'evasione fiscale è un argomento importante all'interno del dibattito politico per via dei suoi molteplici effetti negativi sull'economia di un paese sopraesposti. Le posizioni per quanto riguarda le contromisure sono le più varie, ma si possono sintetizzare essenzialmente in due approcci o posizioni contrapposte:
- Pagare tutti per pagare meno

Ovvero quando l'evasione sarà sconfitta, o perlomeno ridotta, le tasse potranno essere ridimensionate per tutti (abbassamento di accise e aliquote a posteriori), con beneficio generalizzato per la società in termini di consumi e di investimenti a favore della crescita economica e occupazionale. I sostenitori di questa posizione ritengono quindi che un maggiore impegno sia necessario da parte dello Stato nel colpire gli evasori fiscali aumentando la vigilanza e il controllo e inasprendo l'ammenda pecuniaria per gli evasori scoperti come misura deterrente e repressiva. Questa posizione viene tuttavia ritenuta da alcuni semplicistica, ad esempio dall'economista canadese Pierre Lemieux: «Questo è un ritornello semplicistico [...] il governo prenderà tutto quello che potrà, e spenderà quello che il traffico permetterà. [...] Se i canadesi che oggi lavorano sul mercato nero cominciassero a pagare le loro "giuste" tasse, semplicemente gli introiti e le spese del governo aumenterebbero della differenza.».
- Pagare meno per pagare tutti

Un secondo modo per contrastare l'evasione fiscale sarebbe quello di abbassare le aliquote a priori. In questo modo si otterrebbe un ampliamento della base imponibile, poiché i contribuenti, trovandosi a dover pagare tasse ridotte, sarebbero meno invogliati a correre rischi relativi ad accertamenti fiscali o sanzioni pecuniarie, ma stimolati a versare all'Erario.
I sostenitori del primo metodo sottolineano che esso includerebbe anche il secondo una volta recuperati i fondi dovuti allo Stato. In ogni caso ciascun metodo proposto non porta a un recupero da evasione di tipo deterministico, cioè certo e quantificabile, e per questo il recupero da evasione spesso è una voce critica ovvero non pienamente affidabile all'interno dei piani rigorosi di risanamento dei conti pubblici da parte dello Stato.

### Tracciabilità dei pagamenti
Un altro possibile metodo per ridurre l'evasione fiscale è quello di garantire una più robusta tracciabilità dei pagamenti ottenibile col maggior ricorso alla moneta elettronica: ad esempio, con l'uso più diffuso di carte di credito e assegni non trasferibili in sostituzione del più tradizionale contante, abbassando ad esempio la soglia massima del pagamento in contanti.
Negli ultimi anni l'importo da non superare in Italia è oggetto di continue modifiche. Infatti, il governo Monti nel dicembre 2011 fissò il limite massimo del pagamento in contanti a 1.000 euro; in precedenza, la previsione di una soglia massima del pagamento in contanti era stata abrogata dal quarto governo Berlusconi e poi reintrodotta, con l'aggravarsi della crisi economica, nell'estate 2011, attestandola su un livello pari a 2.500 euro.. Il governo Renzi dal 1º gennaio 2016 innalzò il tetto a 3.000 €. Il governo Meloni ha revisionato l'importo a 5.000 € dal 1º gennaio 2023.
D'altra parte la lotta all'evasione mediante la limitazione all'uso dei contanti non è efficace laddove le parti si accordano per una transazione priva di documento fiscale (nero) oppure con documento fiscale ma per un importo parziale: è chiaro che in questi casi, se il cliente ha disponibilità di contante, qualsiasi tetto al suo uso è del tutto inutile. Medesima osservazione vale nel caso di pagamento (totale o, più frequentemente parziale) del lavoratore da parte del datore di lavoro, situazione tipica da micro e piccola impresa: in questo caso l'alterazione è sul cedolino paga.

### Pubblicazione on-line delle dichiarazioni dei redditi
Il viceministro dell'Economia nel secondo Governo Prodi, Visco, con provvedimento del 5 marzo 2008, ha per la prima volta autorizzato la pubblicazione su Internet delle dichiarazioni dei redditi riferite all'anno 2005; ne ha però disposto la sospensione lo stesso giorno, dopo poche ore. Le polemiche scaturite sono legate da un lato all'esigenza della tutela della riservatezza dei cittadini e, dall'altro, all'esigenza di trasparenza e lotta all'evasione fiscale. L'idea è tornata in auge nel 2011 per mano del ministro dell'Economia Giulio Tremonti a seguito del peggioramento della situazione dei conti pubblici in Italia.
Le dichiarazioni dei redditi sono invece da anni pubblicate via Internet in alcuni paesi europei. In Finlandia, le dichiarazioni dei redditi possono essere consultate mandando un messaggio con il telefonino a un numero prefissato, al costo di 1,90 € (nel 2008).

### Redditometro
Al fine di individuare la platea di potenziali evasori, è stata proposta, da più parti, l'adozione di strumenti giuridici che consentano l'accertamento del reddito reale misurando la compatibilità tra quanto dichiarato al fisco e il livello dei consumi sostenuti dal soggetto (redditometro). Il sistema sarebbe facilitato dall'adozione di robusti sistemi per la tracciabilità dei pagamenti (si veda la relativa sezione).
Questi risultati hanno indotto Richard Thaler, economista comportamentale, in un articolo sul New York Times, a suggerire ai governi di paesi ad alta evasione nell'Europa meridionale di prendere in considerazione l'adozione di simili misure.

### Scudo fiscale
In Italia, sotto il governo Berlusconi IV, è stato anche praticato una forma molto discussa di condono fiscale, noto come scudo fiscale, come misura per favorire il rientro di capitali non dichiarati dall'estero. Esso tuttavia, consentendo sgravi fiscali, si muove in direzione opposta al recupero di fondi da evasione inquadrandosi quindi più in un contesto di misure anti-elusione fiscale.

### Ispettori comunali di "congruità"
Una proposta per contrastare l'evasione e l'elusione fiscale è stata avanzata da Silvio Berlusconi durante la campagna elettorale delle Politiche 2008.
Il leader del PDL, dando corpo a un'idea che Giulio Tremonti va sostenendo da alcuni anni, ha ripetutamente affermato che per colpire quei «troppi italiani che fanno i furbi», dovrà rendersi indispensabile l'aiuto delle amministrazioni comunali. L'Ufficio Tributi di ogni Municipio dovrà dotarsi di specifici ispettori, i quali avranno il compito di verificare quanto i redditi dichiarati dai contribuenti di ciascun Comune siano congrui col loro effettivo tenore di vita. In parole povere, una persona che dichiara un reddito basso o, addirittura, inesistente, ma che dispone invece di beni di lusso (ville, auto costose ecc.), è più facilmente "stanabile" da chi - le amministrazioni locali - ha una maggiore e più capillare capacità di verifica e di controllo sul territorio.
Questa visione ha iniziato a prender corpo proprio nel 2008. Infatti, un provvedimento emesso dall'Agenzia delle entrate ha disposto che i Comuni italiani potessero accedere a dati fiscali e di natura economica dei cittadini residenti in ciascun territorio comunale; tra questi dati - provenienti dall'Anagrafe Tributaria - vi sono le utenze elettriche, i contratti di locazione e le denunce di successione per immobili.
Secondo le intenzioni degli ispettori delle tasse, "grazie ai dati messi a disposizione dall'Anagrafe tributaria [...] i Comuni potranno verificare se i dati del Fisco corrispondono a quelli in proprio possesso e dall'incrocio di questi dati potranno accertare se ci sono contribuenti che evadono i tributi locali".
Un ulteriore passo - sempre in linea con l'idea originaria di Tremonti - ha preso il via il 12 febbraio 2009. A partire da quella data, infatti, le amministrazioni comunali possono concorrere a segnalare al Ministero dell'economia e delle finanze i contribuenti "sospetti", i quali, magari, dichiarano di non avere reddito, mentre sono proprietari, ad esempio, di panfili o altri beni che, teoricamente, non potrebbero permettersi. Il sistema funziona, sostanzialmente, sull'incrocio dei dati fiscali e personali, anche tramite l'ausilio di strumenti rapidi come internet.

### Scontrino fiscale e lotteria
Un possibile modo per ridurre l'evasione fiscale attraverso la creazione di una sorta di "lotteria fiscale". È il caso di originali lotterie che nascono in Estremo Oriente. Per contrastare la pratica di mancato rilascio dello scontrino fiscale, il governo di Taiwan ha abbinato agli scontrini fiscali una lotteria pubblica. Su ogni scontrino fiscale emesso dai negozianti e commercianti è stampato un numero generato automaticamente da un sistema. Lo scontrino fiscale regolarmente stampato ha dunque una caratteristica ulteriore: è un biglietto della lotteria
Il sistema della lotteria basata sullo scontrino è stato adottato anche Cina, nel primo decennio degli anni 2000, mediante una sperimentazione su significative porzioni del territorio nazionale, localizzata alcuni distretti e grandi città come Pechino, Shanghai e Tientsin. Questa adozione differenziale ha permesso di compiere significativi studi econometrici basati su una robusta messe di dati sperimentali: uno studio compiuto in Giappone da Junmin Wan, economista dell'Università di Fukuoka, ha evidenziato un incremento significativo (17,1%) per la tassazione al consumo rispetto alle zone in cui la lotta all'evasione veniva condotta con mezzi classici. L'effetto sul gettito fiscale totale è stato quantificato in un incremento del 10,4 per cento.
La lotteria degli scontrini verrà introdotta, a partire da febbraio 2021, anche in Italia in forza del Decreto Fiscale del 2019, convertito nella legge n.136. Si tratta di una misura anti-evasione che coinvolgerà direttamente il consumatore il quale, al momento dell’emissione dello scontrino, dovrà fornire al commerciante il proprio codice lotteria, ottenuto accedendo al portare lotteria, ai fini della partecipazione all’estrazione dei premi mensili e annuali predisposti dalla lotteria.

### Sistema Serpico
In Italia dal 2013 è attivo il sistema informatico Serpico che scandaglia i conti correnti bancari alla ricerca di eventuali anomalie rispetto alle rispettive dichiarazioni dei redditi.